# 공산제
공산제(러시아어: Коммунистический строй, 共産制) 또는 공산주의 사회(러시아어: Коммунистическое общество, 共産主義社會)는 사적 소유의 완전한 폐지를 통해 인간의 노동 활동이 인간 본래가 지닌 추상 실천 그 자체로 해방된 사회를 의미한다.

## 개요
공산제의 이상에 관한 저작은 전근대부터 등장했다. 대표적으로, 플라톤의 《국가》와 톰마소 캄파넬라의 유토피아 소설인 《태양의 나라》는 공산제를 구체적으로 묘사하고 있다.
카를 마르크스 등장 전까지 공산제는 인간의 추상적인 사유를 통해 묘사·도출되는 사회 모습의 한 형태로 여겨졌다. 마르크스 등장 이후 공산제는 인류의 경제 활동 및 그에 따른 필연적인 혁명 과정을 통해 동태적으로 성립하는 사회 모습으로 알려지게 된다.

## 성격
플라톤, 캄파넬라, 바뵈프 등의 공산주의자들이 공산제 사회를 묘사할 때 공통적으로 언급한 것은 세습적 계급제의 폐지, 모든 생산 수단의 공동 소유, 주거, 의료, 교육, 식량의 무상 제공, 모두가 비슷한 주거 시설에 거주이다.
고대의 일원론 철학 학파인 피타고라스 학파는 자체적인 공산촌을 건설하여 재산을 공유했고, 모두 같은 형태의 주거 시설에서 거주했다. 이들은 의복과 먹을 것을 모두 똑같이 맞췄고, 생필품은 자체적인 제도를 통해 같은 양을 분배했다.
전근대의 공산주의 사상가들은 공산제 사회가 정형적인 사회의 한 형태로, 고도로 조직된 경제 조직과 통제 조직으로 유지되는 사회라고 판단했다. 그들은 이후 마르크스와 마찬가지로 당대 사회에 존재하는 무지와 빈부의 격차가 인류 사회에 부조리를 낳고, 부조리는 인간의 정신에 심대한 악영향을 끼친다고 진단했다. 마르크스와 반대되는 사유로서, 그들은 인류 활동의 근본을 인간 정신 활동으로 여겼고, 그에 따라 물질적 쾌락에 집중하는 삶을 비천한 삶으로 보고 있었다. 즉, 이들에게서 공산제 사회는 인간이 물질적 욕구로부터 벗어날 수 있게 해주는 정신적 토대를 제공하기 위한 예비적 단계라는 성격이 강했다.
근세 시기 급진 재세례파의 사상가이자 농노 봉기의 지도자인 토마스 뮌처가 뮐하우젠에서 농민 봉기를 통해 성립한 〈영원한 의회〉는 교회와 부유층의 재산을 몰수하고 빈자에게 분배하였고, 무상으로 식량을 분배받았다. 이 공동체에서는 모두가 노동에 참여해야 했으며, 모두 똑같은 주거 시설을 제공받았다. 지역의 농민회(農民會), 공인조합(工人組合)과의 동맹으로 이루어진 이러한 공산제 사회는 뮌처가 프랑켄하우젠 전투에서 패하기 전까지 매우 일시적으로 운영된 형태이지만, 후세의 역사가들은 이를 공산제 사회의 부분적 실현이라 여겼다. 프리드리히 엥겔스는 사회주의 혁명이 뮌처의 혁명적 실천으로부터 나온 것이라 주장하였다.
마르크스는 그의 강령문인 《공산당 선언》에서 공산주의 사회에 관해 “각자의 자유로운 발전이 전체의 자유로운 발전의 조건이 되는 연합체”라고 정의했다. 이후 《자본》에서는 “자유로운 개인들의 연합”라고 설명했다. 몇몇 학자들은 마르크스의 이러한 정의가 이전 사회의 공산주의자들이 정의한 공산제 사회의 성격과 크게 다르지 않는 것이라 평한다.

## 형태
공산제 사회의 형태는 크게 전근대의 내용과, 마르크스 이후의 내용으로 나눠진다. 전자는 확정적인 사회 형태를 제시한 반면, 마르크스 이후의 공산제 사회는 철학적 도식에 따라 불분명한 미래 사회로 취급된다.

### 전근대
공산제에 관한 구상은 이미 전근대부터 존재하고 있었다. 플라톤, 캄파넬라, 바뵈프 등 19세기 초반 이전에 존재한 공산주의자들의 주장은 다음으로 요약할 수 있다.
| 주제               | 내용 | 주창자                    |
| ------------------ | --- | ------------------------- |
| 가족 제도          | 원하는 자에 한하여 가족 형성을 허용하되, 가족 제도의 종국적 폐지를 목표로 한다. | Plato, Campanella         |
| 군사 제도          | 국민개병제에 입각하여 모든 인민이 의무적으로 일정 기간 동안 군대에 복무하게 한다. | Campanella, Babeuf        |
| 노동               | 일요일을 제외한 나머지 요일에 대한 일 4-5시간 노동을 의무화한다. 노동은 각자의 개성과 능력에 맞추며, 아동·청소년과 노인은 노동 의무에서 제외한다.                                      | Campanella, Babeuf        |
| 도시 계획          | 도로, 편의 시설, 자연 환경, 주거 시설로 통하는 길목, 노동 시설 등 모든 형태를 비슷하게 맞추며, 인구가 증가할 경우 개발이 되지 않은 지역에 똑같은 형태의 도시를 더 건설하여 이주시킨다. | Campanella                |
| 문화 생활          | 국가는 모든 인민이 경제, 문화, 지적으로 풍족한 삶을 살 수 있도록 지속적으로 노력하고, 불건전한 폐습은 철저히 통제한다.                                                                 | Campanella                |
| 복지               | 식량, 주거, 의료를 국가가 최대한 모든 인민에게 제공한다. | Plato, Campanella, Babeuf |
| 사회적 약자의 권리 | 고아, 독거노인, 장애가 심한 사람 등 경제적으로 활동하기 힘든 자의 삶은 모두 국가가 책임지며 의무를 적게 부여한다.                                                                      | Campanella, Babeuf        |
| 생산 수단          | 토지를 포함하여 모든 생산 시설을 국가가 소유하며, 징세제도를 폐지한다. | Campanella, Babeuf        |
| 신분               | 일체의 신분세습제와 노예제를 폐지하고, 능력에 따라 등용한다. | Campanella, Babeuf        |
| 여성의 권리        | 여성은 남성과 똑같은 권리와 의무를 가진다. | Campanella, Babeuf        |
| 인구               | 인민이 생산할 수 있는 자녀의 양을 국가가 필요로 하는 양에 따라 제한한다. | Plato, Campanella         |
| 인간 관계          | 일주일에 한 번씩 서로를 비판하게 하고, 잘못된 것을 바로잡아 마음에 얽혀져 있는 불만을 없앤다.                                                                                          | Campanella                |
| 인권               | 모든 사람에게 동등한 법적 지위를 부여한다. 모두가 동등하게 법의 혜택은 물론, 구속력도 받게 한다.                                                                                       | Campanella, Babeuf        |
| 자녀 양육          | 국가가 자녀를 양육한다. 자녀 교육은 국가가 일률적으로 실시한다. | Plato, Campanella         |
| 전쟁               | 군사적 활동은 오로지 침략을 방어하는 선, 그리고 폭압 정치로부터 인민을 해방하기 위해서만 실시한다.                                                                                     | Campanella, Babeuf        |
| 주거               | 모두가 똑같은 형태와 넓이를 갖춘 주거 시설을 분배받는다. | Campanella                |
| 통치자             | 현상 이면의 법칙을 통찰하는 데에 능한 현자가 통치한다. 현자는 국가 경영을 제외하고는 정해진 곳에서만 머물 수 있으며, 급여를 받지 않고, 자녀와 재산을 가질 수 없다.                     | Plato, Campanella         |

마르크스 이후 공산제 사회 형태에 관한 구상은 위와 같은 정적 차원에서 언급되지 않았으며, 사적 유물론의 발전 단계 도식에 따라 혁명을 통해 성립하는 미래 사회상으로 여겨졌다. 그에 따라 마르크스주의에 근거한 국가인 소비에트 연방은 당대회와 그에 따른 헌법 개정을 통해 사회 단계의 성격을 규정했다.
전근대 공산주의 사상가가 구상한 공산제 사회의 형태는 소비에트 연방에서 대부분 성취됐으며, 몇몇 제도에 관해서는 훨씬 진보적인 형태로 존속했다. 마르크스주의자는 마르크스와 레닌의 이론에 따라, 전근대의 공산주의 사상으로 등장하는 공산제의 형태를 공산주의 국가의 일반적인 모습이라고 칭하지 않았지만, 사회주의 사회에서도 고도로 발전되어 공산주의 진입에 가까워진 형태의 사회라고 여겼다.
소비에트 연방의 마르크스주의자들은 전근대 공산제 사회에 관한 구상에서 언급된 것이 공산주의 사회 그 자체라기보단, 사회주의 사회가 확립된 후 정신 노동과 육체 노동의 구분, 그리고 자본주의 유재(遺在)를 철저히 소멸시키는 과정에서 성립되는 과도기적 사회의 모습이라고 판단했다.
세계사에서 공산주의 사회에 진입한 예는 존재하지 않으며, 소비에트 연방은 사회주의 사회 단계에서 그 역사를 다했을 뿐이다.

### 낮은 단계의 공산주의와 높은 단계의 공산주의
마르크스 학설에서 공산주의 사회는 높은 단계의 공산주의로 요약된다. 이 사회는 과도기적 성격을 갖는 낮은 단계의 공산주의 사회에서 폭력을 통해 자본주의의 잔재를 완전히 일소하면 비로소 성립되는 사회이다.
마르크스 사후, 20세기 초 러시아의 사상가인 레닌은 낮은 단계의 공산주의를 사회주의 단계, 높은 단계의 공산주의를 공산주의 사회라고 규정했다.
높은 단계의 공산주의인 공산제 사회는 낮은 단계의 공산주의인 사회주의 사회와는 다른 생산 양식을 갖고 있으며, 노동이 근본적으로 해방된 사회라 할 수 있다.

#### 노동 소외와 노동 해방
마르크스는 독일 이데올로기에서 기존 청년헤겔학파가 인간의 사유 활동을 오로지 현상의 밖에 있는 추상에 가두는 것에 반발하였고, 사유의 순수 실천으로서의 노동을 구상하였고, 이것은 인간이 이성적 존재라고 일컬어지는 만큼, 인간의 본성으로 된다고 하였는데, 이러한 순수한 노동의 발현을 착취 사회가 제한한다고 하였다.
마르크스는 착취 사회에서 제한된 노동을 소외 노동(entfremdete arbeit)이라고 하였는데, 이는 노동이 인간의 추상 실천으로서 기능하는 것이 아니라, 착취자의 잉여가치 증식을 위한 수단으로서 기능할 때를 의미한다. 가령, 봉건 사회에서 노동은 예속적 소생산으로 그것은 영주가 소유한 장원 지대에서 농노에 의한 농업 생산을 바탕으로 하고 있었다. 이는 본질적 의미에서 제한된 노동을 통한 잉여가치 증식의 저발전된 형태였다. 이후 자본주의 사회에서 노동은 노동력 산출(arbeitskraft)로, 노동 계급은 자본가의 잉여가치 증식 도구로 되었다.
사회주의 사회에서 노동의 성격은 자본주의 사회의 제한된 노동인 노동력 산출에서 인간의 추상 실천 그 자체로서의 노동(arbeit)으로 가는 과도기적 성격에 있다. 따라서, 사회주의 노동은 완전히 해방된 형태의 노동은 아니지만, 필요 생산 체계에 의해 수행되는 노동이며, 기본적으로 이윤을 목적으로 하지 않는다.
사회주의 사회는 자본가의 착취를 타파한 사회로 자본가에 의한 잉여가치 착취가 근절된 사회라 할 수 있다. 그러나, 미래 사회가 될 공산주의 사회에 비해 생산력이 제한됐고, 적대 세력에 의해 포위된 관계로 위로부터의 계획에 따른 잉여노동은 잔존한다. 그리고 이에 따라 정신 노동과 육체 노동이 구분된다. 이러한 특성은 사회주의 사회가 본질적으로 노동 해방이 완전히 이루어지지 않은 사회라고 판단할 수 있는 핵심 근거가 된다. 단, 마르크스는 이를 인간 노동 해방의 원천으로서의 잉여노동이라고 하여 필요한 혁명 과정이라고 설명했다.
공산제 사회에서 노동의 성격은 인간 사유에 따른 사유 실천의 자체로서 발현하는 사유의 실천화이다. 공산제 사회에서 노동은 인간의 자아 실현의 현상적 발로이며, 타율에 의해 수동적으로 진행되는 것이 아니다.
이는 자본주의 사회의 노동력 산출이라는 제한된 노동을 벗어나는 데에 초점이 맞춰진 사회주의 노동과는 구분된다.

#### 자유로운 개인들의 연합
마르크스가 구상한 노동의 성격은 이전 헤겔 철학의 순수 사유 또는 순수 이성(reine vernunft)을 잇고 있는 개념이다. 그리고 순수 사유는 절대 정신(absoluter geist)으로 나아가는 매개로서, 조화에 합치는 자유이고 동시에 필연성과 모순되지 않는 자유라는 성격을 산출한다.
마르크스의 저작에서 언급되는 자유는 외물(外物)의 영향력으로부터 벗어난 상태를 의미한다. 인간이 자기 행위를 할 때, 그것이 외물에 의한 수동적인 인과가 아닌, 행위 주체자의 의지 그 자체로서의 자기 행위가 될 때 이를 자유라고 할 수 있는 것이다. 자유의 성격에 대한 마르크스의 입장은 헤겔 학파 전반에서 정의하는 자유와 다르지 않은데, 이는 바뤼흐 스피노자 학설에서 비롯됐다.
헤겔 철학의 영향을 받은 마르크스는 인간의 순수 사유가 그 자체로 자유의 성격을 갖는다고 하였다. 그러나, 그 순수 사유가 오로지 현실에서 동떨어진 추상 속에만 있고, 그것이 현상과 그 어떠한 논리적 구조로도 걸쳐져 있지 않는다면, 현실에 놓여져 있는 인간이 그러한 추상 속의 이성을 구유할 수 있는 방법은 없다. 그리하여 마르크스는 사유의 상위에 속하는 이성은 본래 물질의 자기 존재 양식이라는 유물론을 전개함과 더불어, 현상계 내 인간에게 있어 이성의 유일한 매개로 노동을 언급한 것이다. 이와 같은 이유로 인해, 노동 해방은 곧 함구적인 자유를 쟁취하는 것과 마찬가지이다.
노동 해방의 결과로 공산제 사회에서 인간의 노동 행위는 인간의 순수 사유의 현상적 발로이고, 헤겔 학설에 따라 순수 사유는 이성 일반을 구성하는 조각이자, 대립을 통일로서 적극적으로 파악하는 동태적 완전성으로 대변된다. 따라서, 노동 행위가 우주적 조화에 합치하여, 로고스적 필연성을 거스르지 않으며, 이를 통해 “각자의 자유로운 발전이 전체의 자유로운 발전의 조건이 되는 연합체”가 형성될 수 있다.
반면, 낮은 단계의 공산주의인 사회주의는 노동 해방의 선결 과제 해결해야 하는 사회이다. 마르크스주의에 따르면, 노동 해방이 있기 전까지 자유는 오로지 경제사적 혁명 투쟁에서만 제한적으로 자기 인식되는 것에 불과하다. 결과적으로, 사회주의 단계는 인간이 자유를 갖기 위해 나아가는 투쟁의 기간이며, 혁명의 성과를 잇는 데에 주력하게 된다. 즉, 사회주의 단계는 근본적 의미에서 자유를 쟁취하지 못한 사회로, 노동계급은 계급 의식이 투철한 혁명가 집단의 지도를 받아서 노동 해방 투쟁의 주력이 되어야 한다.

## 사회주의자와 공산주의자
사회주의와 공산주의라는 용어는 18세기부터 동시적으로 사용됐으나, 엄연히 다른 뜻을 지니고 있었으며, 군중 사이에서 두 용어는 상당히 다른 느낌을 줬다.
사회주의자는 공산제에 관해 긍정하면서도, 그것을 실현하는 방법으로서 체제 개혁을 주로 하고, 혁명은 최후의 수단으로 여겼다. 또한, 사회주의자들은 고정된 형태로서 공산제를 목표로 했다기보단, 기존 자본주의 사회에서 등장하는 여러 부조리의 직접적인 원인을 변혁하거나, 제거하는 활동에 초점이 맞춰졌다. 따라서, 기존 사회 안에서 변혁을 도모하는 로버트 오웬, 앙리 드 생시몽, 샤를 푸리에 등은 공산주의자가 아닌, 사회주의자로 분류된다.
반면, 공산주의자는 공산제 형성의 필수 조건으로 폭력적 혁명을 내세웠으며, 기존 사회의 제도를 모조리 뒤엎지 않는 이상, 삶에서 근본적인 변화는 존재하지 않을 것이라 단언했다. 그래서 공산주의자는 시대에 따라 폭력 혁명의 역량을 중시했는데, 일반적으로 중세와 근세 시기에는 농노를 그 동력으로 했고, 근대 이후에는 도시 빈민과 노동자를 동력으로 했다. 사회주의자가 기존 자본주의 사회의 제도를 기점으로 하여 더 나은 제도를 구상했음에 반해, 공산주의자는 특정한 철학적 양식, 또는 정치경제학적 양식으로부터 공산제라는 미래상을 제시했다.
이 차이점을 통해 18세기에서 19세기 사이의 사회주의자는 기존 생산 구조를 변혁하는 데에 초점을 맞췄으며, 꼭 혁명이라는 수단을 사용하지 않았음에 반해, 공산주의자는 생산, 소비 및 그에 따른 모든 경제적, 정치적 양식을 혁명을 통해 완전히 변혁하는 것에 초점을 맞췄다는 것을 알 수 있다.

## 같이 보기
- 아나르코공산주의
- 일반인 기반 공동 생산방식
- 마르크스주의
- 오픈 소스 모델
- 탈희소성
- 생산수단의 사회화